# 天名精
天名精（学名：Carpesium abrotanoides；北鶴虱）是菊科天名精属的植物。

## 形态
多年生草本；茎直立，上部多分枝呈二叉状；茎下部的长椭圆形叶子互生；头状花序多数，腋生半下垂，夏秋开黄色管状花；褐黑色瘦果。

## 分布
分布在俄罗斯、朝鲜、越南、伊朗、缅甸、日本以及中国大陆的华南、西南、华中、华东、陕西等地，生长于海拔2,000米的地区，一般生于溪边、村旁、路边荒地及林缘，目前尚未由人工引种栽培。

## 别名
鹤虱、地菘（梦溪笔谈，蜀本草）、天蔓青、天蔓菁、天菘（名医别录）、麦句姜、玉门精（尔雅註）、蚵蚾草（伤寒蕴要）、鹿活草（段成式酉阳杂俎）、埊菘（李时珍）、豨莶（陶弘景、苏恭）、皱面草、母猪芥、杜牛膝（集效方、圣济总录）、蟾蜍兰（本草纲目）、刘㦎草、彘颅、虾蟆蓝（天名精部汇考）、豕首、薽（音同甄）。

## 外部連結
[在维基数据编辑]
 《欽定古今圖書集成·博物彙編·草木典·天名精部》，出自陈梦雷《古今圖書集成》
 《植物名實圖考·天名精》，出自吳其濬《植物名實圖考》
- 天名精 Tianmingjing （页面存档备份，存于） 藥用植物圖像數據庫 (香港浸會大學中醫藥學院) （中文）（英文）
- 鶴虱 Heshi （页面存档备份，存于） 中藥材圖像數據庫 (香港浸會大學中醫藥學院)
- 鶴虱 He Shi （页面存档备份，存于） 中藥標本數據庫 (香港浸會大學中醫藥學院) （繁體中文）（英文）